# 曼哈頓 (科羅拉多州)
曼哈頓（英語：Manhattan）是位於美國科羅拉多州拉里默爾縣的一個非建制地區。該地的面積和人口皆未知。

## 地理
曼哈頓的座標為40°43′56″N 105°36′00″W / 40.73222°N 105.60000°W，而該地的平均海拔高度為2583米（即8474英尺）。